# Pergine Valdarno
Pergine Valdarno est une commune italienne de la province d'Arezzo, dans la région Toscane.

## Administration
| Période                                  | Période | Identité | Étiquette | Qualité |
| ---------------------------------------- | ------- | -------- | --------- | ------- |
|                                          |         |          |           |         |
| Les données manquantes sont à compléter. |         |          |           |         |

### Hameaux
Montalto, Ponticino, Poggio Bagnoli, Pieve a Presciano

### Communes limitrophes
Bucine, Civitella in Val di Chiana, Laterina, Montevarchi, Terranuova Bracciolini